# William Henry Lang
Pour les articles homonymes, voir Lang.
William Henry Lang est un botaniste britannique, né le 12 mai 1874 à Withyham et mort le 29 août 1960 à Great Missenden.

## Biographie
Il est le fils de Thomas Lang, un médecin. Il fait ses études à l’école publique Dennistoun de Glasgow puis à l’université de Glasgow où il obtient son Bachelor of Sciences (mention honorable) en botanique et en zoologie en 1894. Il est diplômé en médecine en 1895 mais ne pratiquera jamais. Passionné par la botanique et grâce au soutien de son professeur, Frederick Orpen Bower (1855-1948), il préfère s’orienter vers la botanique. Ses premières recherches sont consacrées à la structure des fougères, F. O. Bower étant un spécialiste de ce sujet, Land suit ses travaux. Il part au laboratoire Jodrell en 1895, où il se consacre sur l’apomixie des fougères. Il découvre un sporange sur le prothallus d’une fougère, découverte faite à une époque our les biologistes explorent les différents moyens de reproduction des végétaux.
En 1899, il voyage au Sri Lanka et en Malaisie pour y étudier les cryptogrammes tropicaux et pour y récolter des spécimens. Il retourne en Grande-Bretagne en 1902, où il devient lecteur à l’université de Glasgow. Lang y travaille en collaboration étroite avec David Thomas Gwynne-Vaughan (1871-1915) et F. O. Bower ; les trois hommes reçoivent le surnom de triumvirat. Après la mort de Gwynne-Vaughan, Lang étudie les plantes conservées à Aberdeen, faisant de grands progrès dans la compréhension des Psilophyton, genre fossile jusque-là négligé. En 1900, il reçoit un titre de docteur ès sciences à l’université de Glasgow. Il reçoit la chaire de cryptogamie lorsque celle-ci est créée à l’université de Manchester. Il prend ses fonctions en 1909 et se marie avec sa cousine, Elisa Valentine, l’année suivante.
En 1911, il devient membre de la Royal Society et reçoit la Médaille royale en 1931 pour ses « travaux sur l’anatomie et la morphologie des fougères fossiles d’Old Red Sandstone ». En 1932, il reçoit un titre de docteur honoris causa de l’université de Glasgow et, en 1942, un titre similaire, de l’université de Manchester. Il est aussi membre étranger de l’Académie royale des sciences de Suède. Après sa retraite, la maladie de sa femme le conduit à se retirer à Westfield. Celle-ci décède en 1959 et il meurt à peine un an après en 1960.

## Source
- Traduction de l'article de langue anglaise de Wikipédia (version du 11 novembre 2008).